# Désiré Collen
Désiré Collen (Sint-Truiden, 21 de junho de 1943) é um médico, químico, empresário de biotecnologia e investidor belga. Collen fez várias descobertas em trombose, hemostasia e biologia vascular em muitas das quais teve um papel significativo. 
Sua principal conquista foi seu papel no desenvolvimento do ativador do plasminogênio do tipo tecido (t-PA), de um conceito de laboratório para um medicamento que salva vidas para dissolver coágulos sanguíneos, que causam infarto agudo do miocárdio ou acidente vascular cerebral (AVC).

## Prêmios
- 1984: Prêmio Francqui
- 1986: Prêmio Louis-Jeantet de Medicina, com Luc Montagnier e Michael Berridge.
- 2005: Prêmio Saúde InBev-Baillet Latour, com Peter Carmeliet.[2]